# The Satanic Temple
The Satanic Temple är en amerikansk aktivistgrupp och religiös organisation med högkvarter i Salem i Massachusetts. Organisationen har flera lokalavdelningar i USA och Kanada. Den största avdelningen finns i Detroit i Michigan. Organisationen använder ett satanistiskt bildspråk för att förespråka jämlikhet, social rättvisa och att kyrkan ska vara skild från staten. Deras uttalade syfte är “att uppmuntra medkänsla och empati gentemot alla varelser”. The Satanic Temple grundades av Lucien Greaves, organisationens talesperson, och Malcolm Jarry (pseudonymer).
Organisationen deltar aktivt i den offentliga debatten och detta har manifesterats genom flera uppmärksammade politiska aktioner. Dess fokus är att kyrkan ska vara skild från staten och detta budskap förmedlar de genom bland annat satir mot kristna grupperingar som inskränker individens rättigheter.
Organisationen har skapat konflikter genom sitt sätt att hantera olika religiösa frågor. Vissa av dess kritiker har haft svårt att avgöra huruvida organisationen är en ploj, satir, eller en äkta satanistisk organisation. The Satanic Temple anser bland annat att samkönade äktenskap är heliga och att förbud mot dessa kränker satanisters religionsfrihet. Eftersom en av organisationens grundsatser är att individens rätt till sin egen kropp är okränkbar, anser de att alla inskränkningar av aborträtten, inklusive obligatoriska ultraljud och väntetider, strider mot satanisters rätt att utöva sin religion.
The Satanic Temple tror inte på Satan, eftersom de anser att det uppmuntrar till religiös vidskeplighet, och att övertygelser ska grundas på en vetenskaplig förståelse av världen. Organisationen använder sig av Satan som en litterär figur och metafor för att konstruera ett narrativ som främjar pragmatisk skepticism, rationalitet, individens självständighet och nyfikenhet. Satan används som en symbol som representerar den eviga rebellen mot godtyckliga sociala normer och bedrägliga kategoriseringar.

## Bakgrund
I en intervju i The New York Times berättade en av organisationens grundare, Malcolm Jarry, att fröet till The Satanic Temple såddes genom viljan att grunda “ett trossamfund som skulle uppfylla alla kriterier George W. Bushs kabinett ställt för att få statliga medel, men som skulle anses motbjudande”. The Satanic Temple sporrades av att dåvarande presidenten, George W. Bush, instiftade “White House Office of Faith-Based and Neighborhood Partnerships”, ett program för stöd till religiösa hjälporganisationer, och ansåg att det behövdes en organisation som kunde bjuda på motstånd.

## Syfte
The Satanic Temple beskriver sitt syfte så här:
“Syftet med The Satanic Temple är att uppmuntra ödmjukhet och empati gentemot alla människor, förkasta tyranniska auktoriteter, förespråka sunt förnuft och rättvisa, och att människor ska vägledas av sitt samvete för att utföra ädla verk inspirerade av individens vilja. The Satanic Temple kämpar för medborgerliga rättigheter och har engagerat sig i flera sorters hjälpverksamheter, bland annat genom att ta ställning mot kontroversiella och extrema Westboro Baptist Church, samt att skapa engagemang för att avskaffa skolors rätt att aga barn.”

### Grundsatser
The Satanic Temple följer sju grundsatser:
1. “Människan ska sträva efter att agera med medkänsla och empati gentemot alla varelser enligt förnuftets principer.”
2. “Kampen för rättvisa är en ständig och nödvändig strävan som bör råda över lagar och institutioner.”
3. “Din kropp är okränkbar och inte underkastad någon annans vilja än din egen.”
4. “Andras rättigheter ska respekteras, inklusive rätten att stöta sig med andra. Att avsiktligt och orättfärdigt begränsa andras rättigheter är att förverka sina egna.”
5. “Övertygelser ska grundas på en vetenskaplig förståelse av världen. Vi ska akta oss noga för att förvränga vetenskapliga fakta till att passa vår egen agenda.”
6. “Människan är felbar. Skulle vi göra ett misstag ska vi göra vårt bästa för att ställa saker tillrätta och gottgöra den skada som kan ha uppstått.”
7. “Varje grundsats är en vägledande princip som formulerats för att inspirera till ädla sinnelag och handlingar. En anda av medkänsla, visdom och rättvisa bör alltid råda över det skrivna eller talade ordet.”

Valerie Tarico på Salon skrev att grundsatserna är mer jämlika och “mer i enlighet med Jesus budskap än de flesta kristna”, och syftar särskilt på hur grundsatserna betonar ödmjukhet och empati samt lägger tonvikten på ett sinnelag präglat av jämnmod. Samma uppfattning återfinns i en text publicerad på Patheos där redaktören Michael Stone menar att grundsatserna är “moraliskt överlägsna de tio budorden” eftersom de uppmuntrar en etisk och optimistisk hållning som främjar positiva och socialt jämlika värderingar.

## Jämförelse med LaVeyansk Satanism
Lucien Greaves beskriver The Satanic Temple som en progressiv, uppdaterad version av LaVey-satanism. Organisationen ser sig själva som distinkt åtskilda från Laveyanska satanister eftersom de anser att deras principer och grundsatser förespråkar en "naturlig evolution av det satanistiska tänkandet". Greaves menar att inslagen av socialdarwinism och Nietzscheanismen inom den Laveyanska satanismen strider mot spelteori, altruism och kognitionsvetenskap. Han har också kritiserat Church of Satan för att de inte engagerar sig i social rättvisa utan snarare ägnar sig åt exkludering. Han menar att de är en enväldig, hierarkisk organisation som är perverst intresserad av auktoritarianism.

## Mottagande
The Satanic Temple har kritiserats för sin aktivism, främst av andra religiösa organisationer. Flera kritiker menar att The Satanic Temple inte är en seriös religiös organisation, utan snarare något slags ploj, satir, eller en avancerad form av trollning. I en intervju i Vice 2013 säger Greaves att organisationen kan vara både satanistisk och satirisk.

## Kritik
Under 2018 skakades organisationen om då ett flertal underavdelningar valde att lämna The Satanic Temple på grund av meningsskiljaktigheter med Lucien Greaves. Greaves val att använda den kontroversielle advokaten Marc Randazza i en stämningsansökan mot Twitter ansågs gå stick i stäv med grundsatserna, då Randazza valt att agera försvarsadvokat åt högerextremister och även uttryckt stöd för Alex Jones genom att medverka i dennes tv-show.
Trots att The Satanic Temple hyser en uttalad aversion mot hierarkier och centraliserade, byråkratiskt tunga strukturer är organisationen strikt hierarkiskt uppbyggd med ett “National Council” i toppen som resten av organisationen rapporterar till. Organisationen har kritiserats för att flera medlemmar i National Council har gjort antisemitiska uttalanden och har kopplingar till den amerikanska alt-rightrörelsen. Organisationen hävdar att yttrandefrihet råder oavsett politisk åsikt när de bemöter denna kritik.